# ذخیره‌گاه طبیعی بریانسکی
ذخیره‌گاه طبیعی بریانسکی (به لاتین: Bryansky Les Nature Reserve) یک منطقهٔ مسکونی در روسیه است که در استان بریانسک واقع شده‌است.